# 卡爾·杜特
卡爾·丹尼斯·杜特（Karl Dennis Dodd，1980年11月13日—－），生於澳洲南港，已退役澳洲足球運動員，司職中堅，現時擔任關島代表隊主教練。

## 球員生涯
杜特生於澳洲昆士蘭州南港，於當地球會黃金海岸市展開球員生涯。2005年12月首度外流羅馬尼亞乙組聯賽球會克拉約瓦大學，並於首季協助球會奪得乙組聯賽冠軍。球季完結後，杜特轉會蘇超球會福爾柯克，至2007年7月開始回歸澳職聯賽，加盟威靈頓鳳凰，2009/10年度轉會北風暴與前英格蘭代表隊兼利物浦名將科拿做隊友，2011年9月來港加盟甲組球會天水圍飛馬，而他於11月19日在聯賽以2–1首度擊敗南華中，於65分鐘被南華球員陳肇麒打向面部，結果杜特即時揮拳還擊，並被球證以紅牌驅逐離場，但陳肇麒只被球證黃牌警告，事後陳肇麒被香港足總紀律委員會發警告，至於杜特則被判罰停賽兩場。2012年7月完約後一度回復自由身，直到2013年7月以自由身加盟澳洲修打蘭國家聯賽球會摩頓灣聯。

## 教練生涯
杜特在2013年退役後，在澳職球會紐卡素噴射機擔任體適能教練，2014年離開球會首度擔任修打蘭國家聯賽球會西部自豪主教練，同時展開球會教練生涯。直到2015年6月起重返前球會布里斯班獅吼，擔任運動科學訓練的助理教練，至2017年3月下旬辭任。辭任後，他獲現時關島代表隊技術總監邀請一同共事，直到2017年12月26日關島足總宣佈委任杜特為代表隊主教練，至2018年1月18日正式履新。

## 榮譽
飛馬
- 香港聯賽盃亞軍（2011–12季度）
- 香港甲組足球聯賽亞軍（2011–12季度）
- 香港足總盃亞軍（2011–12季度）

## 外部連結
- North Queensland Fury profile
- Oz Football profile（页面存档备份，存于）